# Minamoto no Kintada
Minamoto no Kintada (源公忠 También conocido como Miyamoto no Kintada Ason'?, 源公忠朝臣) (889-948) fue un poeta waka y noble japonés de mediados del período Heian. Junto a su hijo Minamoto no Saneakira fue designado miembro de los Treinta y seis poetas inmortales. Fue el oficial encargado del tesoro imperial durante los mandatos del Emperador Daigo y el Emperador Suzaku.

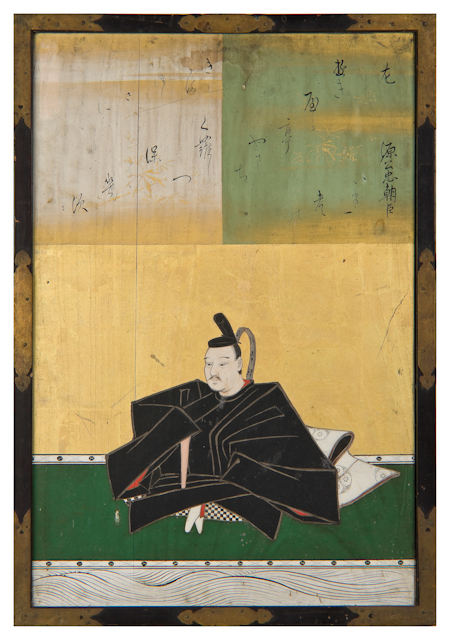
Minamoto no Kintada

Los poemas de Kintada están incluidos en varias antologías de poesía imperiales, incluyendo el Goshūi Wakashū. También se conserva una colección personal conocida como el Kintadashū. La historia Ōkagami y la colección de historias Yamato Monogatari conservan historias sobre él. También sobresalió en la cetrería y el kodo además de en la poesía.